# Fladnitzbach
Fladnitzbach är ett vattendrag i Österrike.   Det ligger i förbundslandet Niederösterreich, i den nordöstra delen av landet, 60 km väster om huvudstaden Wien.
Omgivningarna runt Fladnitzbach är en mosaik av jordbruksmark och naturlig växtlighet. Runt Fladnitzbach är det ganska tätbefolkat, med 70 invånare per kvadratkilometer.